# Foziyeh
Foziyeh (tiếng Ả Rập: الفوزية) là một ngôi làng Syria nằm ở Salqin Nahiyah ở huyện Harem, Idlib. Theo Cục Thống kê Trung ương Syria (CBS), Foziyeh có dân số 171 người trong cuộc điều tra dân số năm 2004.